# Spirits Dancing in the Flesh
Spirits Dancing in the Flesh es un álbum de estudio de Santana, publicado el 15 de junio de 1990 por Columbia Records. El álbum no pudo emular el éxito comercial de los primeros trabajos de la banda, obteniendo la posición No. 87 en la lista estadounidense Billboard 200.

## Lista de canciones
1. "Let There Be Light/Spirits Dancing in the Flesh" (Carlos Santana, Chester D. Thompson) - 7:20
2. "Gypsy Woman" (Curtis Mayfield) - 4:29
3. "It's a Jungle out There" (Santana) - 4:32
4. "Soweto (Africa libre)" (Santana, Thompson, Alphonso Johnson) - 5:06
5. "Choose" (Santana, Thompson, Alex Ligertwood) - 4:14
6. "Peace on Earth...Mother Earth...Third Stone from the Sun" (John Coltrane, Santana, Jimi Hendrix) - 4:26
7. "Full Moon" (Paulo Rustichelli) - 4:31
8. "Who's That Lady" (Rudolph Isley, Ronald Isley, O'Kelly Isley, Jr., Ernie Isley, Marvin Isley, Chris Jasper) - 4:15
9. "Jin-go-lo-ba" (Babatunde Olatunji) - 4:46
10. "Goodness and Mercy" (Santana, Thompson) - 4:30

## Créditos
- Carlos Santana – guitarra, voz, percusión
- Chester D. Thompson – teclados, voz
- Armando Peraza – bongos, congas, percusión
- Walfredo Reyes – batería, timbales, percusión
- Alex Ligertwood – voz, guitarra
- Benny Rietveld – bajo